# کلیتور مور
latitudeکلیتور مورlongitudeکلیتور مور
کلیتور مور (به انگلیسی: Cleator Moor) یک منطقهٔ مسکونی در انگلستان است که در شمال غربی انگلستان واقع شده‌است.

## خصوصیات
کلیتور مور ۶٬۹۳۹ نفر جمعیت دارد.